# Metazygia calix
Metazygia calix là một loài nhện trong họ Araneidae.
Loài này thuộc chi Metazygia. Metazygia calix được Charles Athanase Walckenaer miêu tả năm 1842.